# Javier Franco Cortés
Javier Franco Cortes  (Bogotá; 4 de junio de 1992) es un futbolista colombiano. Juega como mediapunta, su actual equipo es el Club Atlético River Plate de la primera liga el fútbol argentino, donde pudo ganar la Copa Libertadores Sub-20 un jugador con gran proyección. 

## Clubes
| Club        | País      | Año           |
| ----------- | --------- | ------------- |
| River Plate | Argentina | 2011 Presente |

## Palmarés

### Campeonatos internacionales
| Título                   | Club        | País      | Año  |
| ------------------------ | ----------- | --------- | ---- |
| Copa Libertadores Sub-20 | River Plate | Argentina | 2012 |